# Gli eremiti (Schiele)
Gli eremiti è un dipinto a olio su tela (181x181 cm) realizzato tra il 1911 ed il 1912 dal pittore Egon Schiele. È conservato nel Leopold Museum di Vienna.

## Descrizione e storia
Nel dipinto Schiele ha raffigurato due figure a grandezza naturale, collocate in un ambiente disadorno, che sembrano formare una sola figura poiché le vesti scure rendono difficile distinguerne i due corpi. I volti mostrano i lineamenti di Schiele (sul lato sinistro) e, probabilmente, del suo mentore Gustav Klimt (sul lato destro), secondo altre interpretazioni potrebbe trattarsi anche di Francesco d'Assisi o del padre dell'artista. 
Il corpo umano è qui inteso esclusivamente come la materializzazione di forze psicologiche, 
così come tutto il dipinto, dominato da tonalità terrose, livide e lugubri.  
La linea è quella tipica dell'artista: tormentata ed espressiva.
L'opera, esposta per la prima volta in Germania nel 1912, rimase invenduta durante la vita dell'artista.

## Contenuti
Sono le parole dell'artista stesso a descrivere il significato dell'opera, in una lettera che scrisse a Carl Reininghaus, maggior collezionista d'arte austriaco dell'epoca:

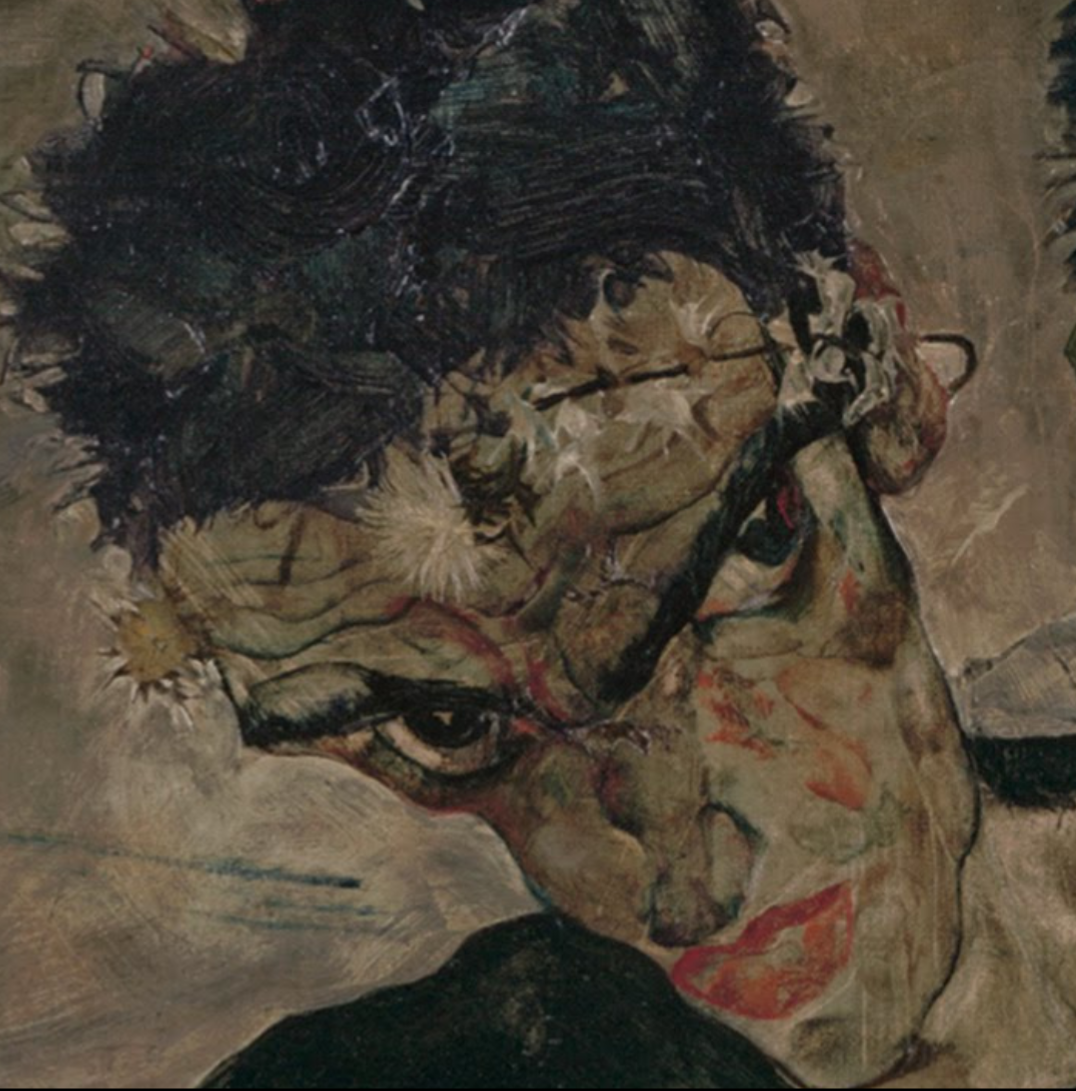
Egon Schiele, Gli eremiti, particolare.

«Vorrei dirti qualcosa sul ragionamento sotteso al quadro, che giustifica molte cose, forse tutte, non solo per me ma anche per l'osservatore. - Non è un cielo grigio quello contro cui si muovono i due corpi, bensì un mondo afflitto nel quale sono cresciuti in solitudine, spuntati organicamente dal terreno; tutto quel mondo deve rappresentare, insieme alle figure, la 'decrepitezza' di ogni realtà essenziale; una singola rosa appassita che esala la sua bianca innocenza, contrapposta alle corone di fiori sulle due teste. - Il personaggio di sinistra è colui che si china davanti a un mondo così cupo, i suoi fiori devono dare un'impressione di freddezza, di durezza, vorrei dire di fiori spenti o paragonarli al suono delle parole di un ammalato grave, che ormai balbetta soltanto, cavernose e rauche; ma i loro colori sbiaditi sono voluti, altrimenti l'idea poetica e la visione andrebbero perdute, allo stesso modo dell'indeterminatezza delle figure, che sono pensate come ripiegate su se stesse, corpi di persone stanche di vivere, di suicidi, ma corpi di uomini capaci di sentimenti ("Körper von Empfindungsmenschen"). - Guarda le due figure come fossero una nuvola di polvere simile a questa terra,  che vuole innalzarsi e deve crollare priva di forze. (...) Non è un quadro che sono riuscito  a dipingere dall'oggi al domani, ma nasce dalle vicende di alcuni anni, a cominciare dalla morte di mio padre; ho dipinto più una visione che immagini riprese da disegni.»